# Schiebestart

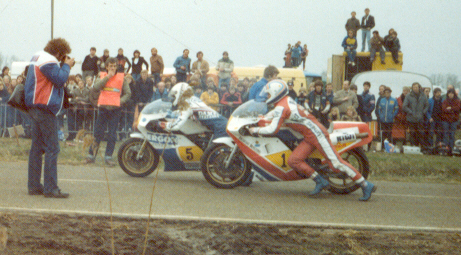
Schiebestart (1982): Jack Middelburg (l.) und Boet van Dulmen.

Als Schiebestart wird das Starten eines Motorrads durch Anschieben bezeichnet.
Der Schiebestart war bei Rennen mit Beginn der Motorrad-Weltmeisterschaft üblich. Der Kupplungsstart (mit laufendem Motor) wurde erstmals 1971 beim Mallory Park Race of the Year praktiziert. Der Schiebestart wurde 1987 durch die Fédération Internationale de Motocyclisme verboten und vom Kupplungsstart aufgrund der höheren Sicherheit abgelöst. Durch seine „grandiosen Schiebestarts“ mit der Honda NSR 250 wurde Freddie Spencer berühmt.
Der Schiebestart wird heute noch beim Historischen Motorradsport für das Starten historischer Motorräder und Motorradgespanne angewandt.